# Karl Emanuel III av Sardinien
Karl Emanuel III (på italienska: Carlo Emanuele III), född 27 april 1701, död 20 februari 1773, var hertig av Savojen och kung av Kungariket Sardinien från 1730 till sin död.
Han föddes i Turin som son till Viktor Amadeus II av Sardinien och hans första hustru Anne Marie av Orléans. Hans morföräldrar var Filip I av Orléans och hans första hustru Henrietta Anne, yngsta dotter till Karl I av England och Henrietta Maria av Frankrike.
Han steg upp på tronen 1730, då hans far lade ner regeringen. Hans far gjorde 1731 ett försök att återtaga den – då lät Karl Emanuel fängsla honom och höll honom till hans död, 1732, i fängsligt förvar. Under det polska tronföljdskriget förde Karl Emanuel befälet över de förenade franska och sardinska trupperna i Italien. År 1734 slog han österrikarna vid Parma och Guastalla samt intog Milano. I freden i Wien 1735 fick han Novara och Tortona. I österrikiska tronföljdskriget (1740–1748) deltog han först på Frankrikes och sedan, från 1743, på Österrikes sida samt fick i freden i Aachen 1748 åter ett stycke av Lombardiet. För landets inre utveckling verkade han bland annat genom att bygga kanaler och föranstalta en reviderad lagsamling, det så kallade "Corpus carolinum".

## Familj
Han gifte sig med
1. Anne Christine Louise av Bayern (1704–1723), en medlem av huset Wittelsbach. Hon dog några dagar efter att hon fött en son:
1. Vittorio Amedeo (1723–1725).
2. Polyxena Christina av Hessen–Rheinfels (1706–1735), med vilken han fick sex barn:
1. Viktor Amadeus III av Sardinien (1726–1796).
2. Eleonora Maria Teresa (1728–1781), ogift.
3. Maria Luisa Gabriella, nunna (1729–1767).
4. Emanuele Filiberto, hertig av Aosta (1731–1735).
5. Carlo Francesco Romualdo, hertig av Chablais (1733)
6. Maria Felicita (1730–1801), ogift.
3. Elisabeth Teresa av Lothringen (1711–1741), yngre syster till Frans I, med vilken han fick tre barn:
1. Carlo Francesco Maria Augusto, hertig av Aosta (1738–1745).
2. Maria Vittoria Margherita (1740–1742).
3. Benedetto Maria Maurizio (1741–1808), hertig av Chablais (–1796) och markis av Ivrea (1796–1808). Han gifte sig med sin brorsdotter Maria Anna, prinsessa av Savojen (1757–1824), dotter till hans äldre halvbror Viktor Amadeus.